# Matildin efekt
Matildin efekt je předsudek, který zamezuje uznání úspěchů vědkyní, jejichž práce se přisuzuje jejich mužským kolegům. Tento jev byl poprvé popsán abolicionistkou a sufražistkou Matildou Joslyn Gage v její eseji Woman as Inventor (tj. „Žena vynálezkyní“; esej byla poprvé publikovaná jako pojednání v roce 1870, v roce 1883 vyšla v časopise North American Review). Termín „Matildin efekt“ byl poprvé použitý historičkou vědy Margaret W. Rossiter v roce 1993.
Rossiter uvádí několik příkladů tohoto jevu – italská lékařka ve 12. století Trota ze Salerna je autorkou několika knih, které byly po její smrti připisované mužským autorům. V 19. a 20. století můžeme jev nalézt v životopisech Nettie Stevens, Lise Meitnerové, Marietty Blau, Rosalind Franklinové nebo Jocelyn Bell Burnellové.
Matildin efekt se také porovnává s Matoušovým efektem, který popisuje situaci, kdy známější vědec získá více uznání než neznámý, přestože jejich práce je srovnatelná či sdílená.